# Андрей Жданов
Андрѐй Алекса̀ндрович Жда̀нов (на руски: Андрей Александрович Жда́нов) е руски политик от Всесъюзната комунистическа партия (болшевики).
Роден е на 26 февруари (14 февруари стар стил) 1896 година в Мариупол, Екатеринославска губерния, в семейството на професор по богословие. През 1915 година се присъединява към болшевиките, по време на Гражданската война заема политически длъжности в Червената армия. Оглавява областната организация на комунистическата партия в Нижни Новгород (1924 – 1934) и Ленинград (1934 – 1945), в средата на 30-те става един от водещите партийни идеолози, а след това и член на Политбюро.
Андрей Жданов умира от инфаркт на 31 август 1948 година в партийната резиденция в Долгие Бороди.
По време на комунистическия режим в България улица „Пиротска“ в София е с името „Жданов“.